# Yargo (groupe)
Yargo est un groupe de rock alternatif britannique, originaire de Manchester, en Angleterre. Associé à la scène Madchester, il est actif de 1986 à 1989 et composé de Basil Clarke (chant), Tony Burnside, Paddy Steer, et Phil Kirby.

## Biographie
Le groupe est formé au milieu des années 1980 par Basil Clarke (chant), Phil Kirby (batterie) et Paddy Steer (basse) (qui jouaient tous au sein des Biting Tongues), avec le guitariste Tony Burnside. Ils mêlent jazz, blues, soul, reggae et rock, Clarke étant comparé à Marvin Gaye, et publient leur premier EP, intitulé Get High, en 1986 au label Skysaw, qui fait participer Andy Diagramà la trompette,. Le groupe gagne en popularité grâce à la série télévisée The Tube. Leur premier album, Bodybeat, est publié en 1987 sur leur propre label homonyme. En 1988, ils signent avec London Records, qui réédite leur premier album, et qui suit avec la sortie de Communicate en 1989. Toujours en 1989, ils enregistrent le générique de la série The Other Side of Midnight de Tony Wilson, qui est publié en single. Ils reviennent au label Bodybeat pour un album live en 1991, qui sera leur dernière sortie.

## Discographie
- 1986 : Get High Get There
- 1987 : Bodybeat
- 1987 : Help (12")
- 1988 : The Love Revolution
- 1989 : Communicate

- 1989 : The Other Side of Midnight (12", promo)
- 1991 : Live It Up